# José Félix Ribas (Guárico)
José Félix Ribas is een gemeente in de Venezolaanse staat Guárico. De gemeente telt 50.400 inwoners. De hoofdplaats is Tucupido.